# Список краеров Российского императорского флота

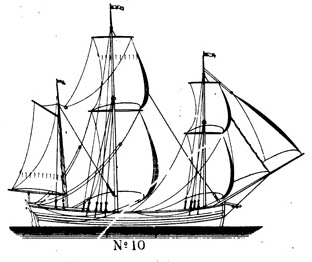
Изображение краера из «Architectura navalis mercatoria» (1768 год) Фредрика Хенрика Чапмана.

В список включены все парусные краеры, небольшие трёхмачтовые плоскодонные суда, состоявшие на вооружении Российского императорского флота.
В российском флоте суда данного типа строились в небольшом количестве во второй половине XVIII века. Для нужд Российского императорского флота было построено 8 краеров двух разных типов «Номерной» и «Рак», по четыре судна каждого типа. Все краеры несли службу в Балтийском флоте. Использовались в качестве транспортных судов, артиллерийского вооружения не несли.

## Легенда
Список судов представлен с разбивкой по типам согласно классификации из книги А. А. Чернышёва «Российский парусный флот». Внутри разделов суда расположены в порядке начала их строительства, в рамках одной даты начала строительства — по алфавиту. Ссылки на источники информации для каждой строки таблиц списка и комментариев, приведённых к соответствующим строкам, сгруппированы и располагаются в столбце Примечания.
Таблица:
- Наименование — имя судна, для номерных судов указывается номер судна в серии.
- Размер — длина и ширина судна в метрах.
- Осадка — осадка судна (глубина погружения в воду) в метрах.
- Верфь — верфь постройки судна.
- Корабельный мастер — фамилия мастера, построившего или руководившего постройкой судна.
- Дата закладки судна — дата начала строительства.
- Год включения в состав флота — дата спуска на воду и начала службы в составе флота.
- Дата вывода из состава флота — дата завершения службы в составе флота.
- История службы — основные даты, места и события.
- н/д — нет данных.

Сортировка может проводиться по любому из выбранных столбцов таблиц, кроме столбцов История службы и Примечания.

## Краеры типа «Номерной»
Всего было построено 4 краера грузовместимостью 170 ласт.
| Название | Размер     | Осадка | Верфь           | Мастер   | Зак.                         | Вх.                   | Вых. | История службы                                                    | Прим.       |
| -------- | ---------- | ------ | --------------- | -------- | ---------------------------- | --------------------- | ---- | ----------------------------------------------------------------- | ----------- |
| № 1      | 30,5 х 8,2 | 3,1    | Олонецкая верфь | Михайлов | 22 октября (2 ноября) 1762   | 9 (20) мая 1763       | 1774 | Сведений о плаваниях судна не сохранилось. Разобрано в 1774 году. | [ 5 ] [ 6 ] |
| № 2      | 30,5 х 8,2 | 3,1    | Олонецкая верфь | Михайлов | 22 сентября (3 октября) 1762 | 22 мая (2 июня) 1763  | 1773 | Сведений о плаваниях судна не сохранилось. Разобрано в 1773 году. | [ 5 ] [ 6 ] |
| № 3      | 30,5 х 8,2 | 3,1    | Олонецкая верфь | Михайлов | 27 сентября (8 октября) 1762 | 14 (25) июня 1763     | 1772 | Сведений о плаваниях судов не сохранилось. Разобраны в 1772 году. | [ 5 ] [ 6 ] |
| № 4      | 30,5 х 8,2 | 3,1    | Олонецкая верфь | Михайлов | 27 сентября (8 октября) 1762 | 24 июня (5 июля) 1763 | 1772 | Сведений о плаваниях судов не сохранилось. Разобраны в 1772 году. | [ 5 ] [ 6 ] |

## Краеры типа «Рак»
Всего было построено 4 краера данного типа.
| Название | Размер     | Осадка | Верфь           | Мастер          | Зак.                        | Вх.                  | Вых. | История службы                                                                                        | Прим.       |
| -------- | ---------- | ------ | --------------- | --------------- | --------------------------- | -------------------- | ---- | --- | ----------- |
| Рак      | 24,4 х 8,2 | 2,9    | Олонецкая верфь | И. И. Афанасьев | 29 ноября (10 декабря) 1772 | 16 (27) мая 1773     | 1788 | Сведений о плаваниях судна не сохранилось. Разобрано в 1788 году.                                     | [ 4 ] [ 6 ] |
| Черепаха | 24,4 х 8,2 | 2,9    | Олонецкая верфь | И. И. Афанасьев | 29 ноября (10 декабря) 1772 | 29 мая (9 июня) 1773 | 1789 | Сведений о плаваниях судна не сохранилось. В 1782 году подверглось тимберовке. Разобрано в 1789 году. | [ 5 ] [ 6 ] |
| Лайма    | 24,4 х 8,2 | 2,9    | Олонецкая верфь | И. И. Афанасьев | 1773                        | май 1774             | н/д  | Сведений о плаваниях судна не сохранилось. В 1781 году подверглось тимберовке.                        | [ 5 ] [ 6 ] |
| Дон      | 24,4 х 8,2 | 2,9    | Олонецкая верфь | И. И. Афанасьев | 1775                        | 26 мая (6 июня) 1776 | 1788 | Сведений о плаваниях судна не сохранилось. Разобрано в 1788 году.                                     | [ 5 ] [ 6 ] |

## Прочие краеры
В первом томе «Общего морского списка» упоминается трофейный шведский краер, захваченный в 1712 году в Финляндских шхерах отрядом галерного флота под командованием шаубенахта графа И. Ф. Боциса и приведённый в составе отряда призовых судов в том же году капитаном-поручиком Паниоти Магделино от Красной Горки к Нарве, однако сведений о включении этого судна в состав российского флота, его дальнейшей судьбе и технических характеристиках не сохранилось.
Во втором томе «Общего морского списка» упоминается краер, который в 1750 году совершал плавания под командованием мичмана Сергея Волоцкова в Финском заливе и выполнял работы по снабжению маяков залива углём и дровами.

### Комментарии
1. ↑  Ласт — мера грузовместимости судов, применявшаяся до конца XIX века. Один ласт равнялся 120 пудам или 1,92 тонны зернового хлеба.
2. ↑  100 х 30 футов.
3. ↑  10 футов.
4. ↑  80 х 27 футов.
5. ↑  9 футов 6 дюймов.